# Kim Tai-chung
Kim Tai-chung (Seul, 5 giugno 1943 – Seul, 27 agosto 2011) è stato un attore, artista marziale e imprenditore sudcoreano.

## Biografia
Il 27 agosto 2011 è morto all'età di 68 anni per un'emorragia interna allo stomaco.